# Plasa Isacova, județul Orhei
Plasa Isacova a fost o unitate administrativ-teritorială din județul Orhei, România. Plasa a fost organizată în rezultatul implementării legii de unificare administrativ-teritorială a României din anul 1925. Plasa era condusă de pretor, fiind numit de prefectul județului Orhei.
În anul 1929 a fost aprobată o reformă administrativ-teritorială prin care plasa Isacova a fost comasată cu plasa Bravicea.

## Lista localităților
Plasa Isacova a fost alcătuită din 15 comune și 36 sate.
| Comună           | Localități               | Amplasarea actuală |
| ---------------- | ------------------------ | ------------------ |
| 1. Brăviceni     | Brăviceni                | Brăviceni, Orhei   |
| 2. Camincea      |                          |                    |
| Bezen            | Donici, Orhei            |                    |
| Camincea         | Camencea, Orhei          |                    |
| Pocșești         | Pocșești, Orhei          |                    |
| 3. Cobâlca       |                          |                    |
| Cobâlca          | Codreanca, Strășeni      |                    |
| Lupa-Reci        | Lupa-Recea, Strășeni     |                    |
| 4. Dâșcova       |                          |                    |
| Dâșcova          | Dișcova, Orhei           |                    |
| Putineii-Mari    | Puțintei, Orhei          |                    |
| Putineii-Mici    |                          |                    |
| 5. Greblești     |                          |                    |
| Greblești        | Greblești, Strășeni      |                    |
| Martinești       | Mărtinești, Strășeni     |                    |
| 6. Isacova       |                          |                    |
| Isacova          | Isacova, Orhei           |                    |
| Nicolaeasca      | Neculăieuca, Orhei       |                    |
| Hirova           | Hirova, Călărași         |                    |
| 7. Ivancea       |                          |                    |
| Brănești         | Brănești, Orhei          |                    |
| Ivancea          | Ivancea, Orhei           |                    |
| Râșcova          | Rîșcova, Criuleni        |                    |
| 8. Morozeni      |                          |                    |
| Breanova         | Breanova, Orhei          |                    |
| Morozeni-Mari    | Morozeni, Orhei          |                    |
| Morozeni-Mici    | inclus în satul Morozeni |                    |
| 9. Onești        |                          |                    |
| Onești           | Onești, Strășeni         |                    |
| Țigănești        | Țigănești, Strășeni      |                    |
| 10. Peresecina   |                          |                    |
| Pașcani          | Pașcani, Criuleni        |                    |
| Peresecina       | Peresecina, Orhei        |                    |
| 11. Săliște      |                          |                    |
| Lucașevca        | Lucășeuca, Orhei         |                    |
| Săliște          | Seliște, Orhei           |                    |
| Slobozia-Săliște | inclus în satul Seliște  |                    |
| 12. Târzieni     |                          |                    |
| Mălăești         | Mălăiești, Orhei         |                    |
| Târzieni         | Tîrzieni, Orhei          |                    |
| 43. Teleșeu      |                          |                    |
| Samănanca        | Sămănanca, Orhei         |                    |
| Teleșeu          | Teleșeu, Orhei           |                    |
| 14. Vatici       |                          |                    |
| Mana             | Mana, Orhei              |                    |
| Tabora           | Tabăra, Orhei            |                    |
| Vatici           | Vatici, Orhei            |                    |
| 15. Viprova      |                          |                    |
| Hulboca          | Hulboaca, Orhei          |                    |
| Viprova          | Vîprova, Orhei           |                    |